# Japońskie zapalenie mózgu
Japońskie zapalenie mózgu (łac. encephalitis iaponica, ang. Japanese encephalitis, JE, encephalitis B, jap. 日本脳炎, Nihon-nōen) – choroba wywoływana przez arbowirusy z grupy Flaviviridae przenoszone przez ukłucia komarów. Występuje na Dalekim Wschodzie, przebieg zazwyczaj jest bezobjawowy.

## Epidemiologia

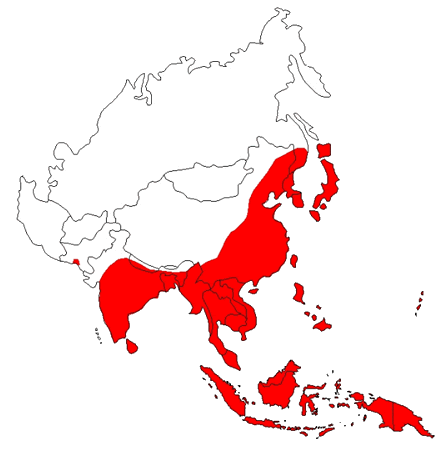
Mapa ilustrująca rozmieszczenie zachorowań na JE w latach 1970–1998

Japońskie zapalenie mózgu jest najczęstszym wirusowym zapaleniem mózgu na Dalekim Wschodzie; corocznie odnotowuje się 30–50 tys. nowych zachorowań. Śmiertelność waha się od 0,3 do 0,6% i zależy od wielu czynników, także od wieku. Zachorowania dotyczą głównie mieszkańców wsi i nie są spotykane w obszarach miejskich. W przeszłości, zanim wprowadzono szczepionkę, duże epidemie JE występowały w Chinach, Japonii, Korei, Tajwanie i Tajlandii. Obecnie epidemie choroby występują w Wietnamie, Kambodży, Birmie, Indiach, Nepalu i Malezji. Opisano zachorowania z Wysp w Cieśninie Torresa, a w 1998 roku dwa śmiertelne zachorowania miały miejsce w północnej Australii.

## Objawy i przebieg
W większości (>99,9%) przypadków zachorowanie przebiega bezobjawowo. Okres inkubacji wynosi od 6 do 16 dni. Zapalenie mózgu objawia się niecharakterystycznymi objawami zwiastunowymi przechodzącymi w aseptyczne zapalenie opon i (lub) mózgu. Niekiedy występują zespoły poliopodobne i ze strony przewodu pokarmowego (zwłaszcza u dzieci) oraz objawy dyzuryczne. Objawy mogą ustąpić samoistnie w przeciągu kilku dni, możliwa jest jednak śmierć.
Powikłaniami przebytej choroby mogą być ataksja, parkinsonizm, osłabienie siły mięśniowej, otępienie, zaburzenia psychiatryczne.

## Rozpoznanie

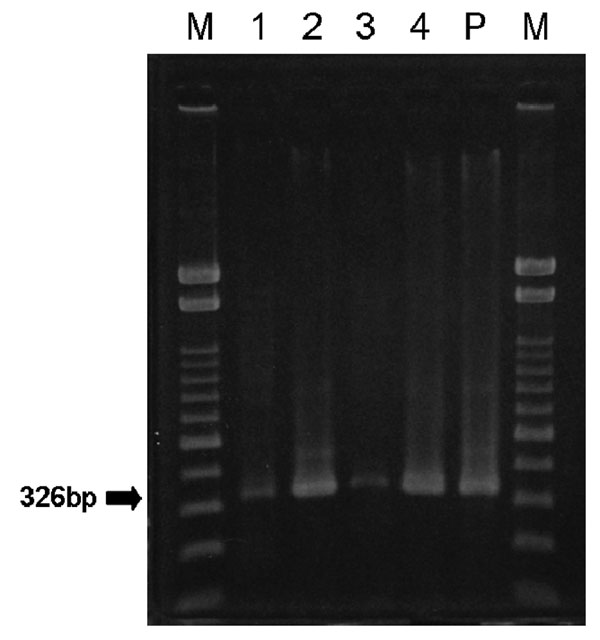
Wynik badania na obecność RNA wirusa JE w płynie mózgowo-rdzeniowym czterech pacjentów, badanie RT-PCR z elektroforezą na żelu; pacjenci – linie 1-4; linia P – dodatnia kontrola; linie M – drabinki 100 pz.

W diagnostyce JE stosuje się metody serologiczne. W MRI głowy pacjentów z japońskim zapaleniem mózgu obserwuje się obustronne zajęcie wzgórza i pnia mózgu.

## Zapobieganie
Opracowano skuteczną szczepionkę.

## Leczenie
Nie ma możliwości leczenia przyczynowego; stosuje się leczenie objawowe.

## Historia
Chorobę opisano w Japonii po raz pierwszy w latach 70. XIX wieku. Epidemie zdarzały się w przybliżeniu co dekadę, największa z nich z 1924 roku spowodowała ponad 6000 zachorowań. W tym samym roku Kaneko wprowadził nazwę „encephalitis B” (dla odróżnienia od zapalenia mózgu von Economo – encephalitis A). Wirus przeszczepił na małpy Hajashi w 1931 roku, na myszy Kawamura w 1931, Kasahari w 1936 i Mitamura w 1937.